# Round & Round
Round & Round je píseň americké pop/rockové skupiny Selena Gomez & the Scene. Píseň pochází z jeho druhého alba A Year Without Rain. Produkce se ujal producent Kevin Rudolf.

## Hitparáda
| Země   | Umístění |
| ------ | -------- |
| USA    | 24       |
| Kanada | 51       |